# Список объектов всемирного наследия ЮНЕСКО в Буркина-Фасо
В спи́ске объе́ктов Всеми́рного насле́дия ЮНЕ́СКО в Буркина́-Фасо́ значится 2 наименования (на 2017 год), это составляет 0,1 % от общего числа (1248 на 2025 год).
1 объект включён в список по культурному критерию и 1 — по природным критериям.
Кроме этого, по состоянию на 2017 год, 6 объектов на территории государства находятся в числе кандидатов на включение в список всемирного наследия, в том числе 5 — по культурным, 1 — по природным критериям.
Буркина-Фасо ратифицировал Конвенцию об охране всемирного культурного и природного наследия 2 апреля 1987 года. Первый объект на территории Буркина-Фасо был занесён в список в 2009 году на 33-й сессии Комитета всемирного наследия ЮНЕСКО.
В 2019 ЮНЕСКО включила в список памятники древней металлургии (комплекс, состоящий из пяти элементов, расположенных в разных регионах страны, включает около пятнадцати вертикальных печей, несколько других печных конструкций, шахты и остатки жилищ) .

## Список
В данной таблице объекты расположены в порядке их добавления в список всемирного наследия ЮНЕСКО.
| # | Изображение | Название | Местоположение                                                                             | Время создания | Год внесения в список   | №    | Критерии |
| - | ----------- | --- | ------------------------------------------------------------------------------------------ | -------------- | ----------------------- | ---- | -------- |
| 1 |             | Развалины Лоропени (фр. Ruines de Loropéni) | Юго-Западная область                                                                       | —              | 2009                    | 1225 | iii      |
| 2 |             | Комплекс национальных парков Пенджари, Арли и Дубль-Ве (фр. W-Arly-Pendjari Complex )                                                                                      | Восточная область (Совместно с Нигером и Бенином)                                          | —              | 1996, 2017 (расширение) | 749  | ix, x    |
| 3 |             | Памятники древней металлургии (фр. Les sites de métallurgie ancienne de réduction du fer dans les espaces boose et bwi (Ronguin, Tiwega, Yamane, Kindbo, Bekuy, Douroula)) | Области: Северо-Центральная, Северная, Центральное Плато, Верхние Бассейны, Букль-дю-Мухун |                | 2019                    | 5654 | iii, vi  |

## Предварительный список
В таблице объекты расположены в порядке их добавления в предварительный список. В данном списке указаны объекты, предложенные правительством Буркина-Фасо в качестве кандидатов на занесение в список всемирного наследия.
| # | Изображение | Название | Местоположение                                                                             | Время создания | Год внесения в список | №    | Критерии |
| - | ----------- | --- | ------------------------------------------------------------------------------------------ | -------------- | --------------------- | ---- | -------- |
| 1 |             | Некрополь в Бурзанге (фр. Les nécropoles de Bourzanga) | Северо-Центральная область                                                                 |                | 1996                  | 56   | iii, vi  |
| 2 |             | Королевский двор в Тьебеле (фр. Cour royale de Tiébélé) | Юго-Центральная область                                                                    |                | 2012                  | 5653 | iii, vi  |
| 3 |             | Памятники древней металлургии (фр. Les sites de métallurgie ancienne de réduction du fer dans les espaces boose et bwi (Ronguin, Tiwega, Yamane, Kindbo, Bekuy, Douroula)) | Области: Северо-Центральная, Северная, Центральное Плато, Верхние Бассейны, Букль-дю-Мухун |                | 2012                  | 5654 | iii, vi  |
| 4 |             | Биосферный резерват Мар-оз-Иппопотам (фр. La réserve de Biosphère de la Mare aux Hippopotames de Bala )                                                                    | Область: Верхние Бассейны                                                                  | —              | 2012                  | 5655 | ix, x    |
| 5 |             | Наскальные изображения Сахеля: Побе-Менгао, Арбинда и Маркойе (фр. Les gravures rupestres du Sahel burkinabè : Pobé-Mengao, Arbinda et Markoye)                            | Область: Сахель                                                                            |                | 2012                  | 5657 | ii, iii  |
| 6 |             | Исторический центр Бобо-Диуласо (фр. Sya, centre historique de Bobo-Dioulasso)                                                                                             | Область: Верхние Бассейны                                                                  |                | 2012                  | 5658 | iii, iv  |